# Dia Mundial de la Ciència per la Pau i el Desenvolupament
El 2 de novembre de 2001 l'Assemblea General de les Nacions Unides va declarar el 10 de novembre com a Dia Mundial de la Ciència per la Pau i el Desenvolupament. Ho va fer en la resolució 31C/20.
Aquesta jornada ofereix una oportunitat per demostrar al públic en general per què la ciència és rellevant per a la seva vida quotidiana i participar en el debat sobre temes relacionats.
Cada any, la Unesco encoratja les organitzacions intergovernamentals i no governamentals, institucions científiques d'investigació, associacions professionals, universitats, municipis, els mitjans, els professors de ciències, escoles i altres per organitzar la seva pròpia celebració del Dia Mundial de la Ciència.